# Bors (Arthurlegende)
Bors of Bohort is een personage uit de Arthurlegende, zij het dat de naam betrekking heeft op twee personen: een vader en zoon.

## Koning Bors (De Oudere)
Koning Bors is een broer van koning Ban en de vader van Bors (De Jongere) en Lionel. Bors trouwde met Evaine en hij was de oom van Lancelot en Hector de Maris. Bors en zijn broer Ban behoorden tot de eerste bondgenoten van Arthur, bij zijn gevecht met 11 rebels-Britse kroonpretendenten, waaronder de namen van Urien, Lot en Claudes.

## Sir Bors (De Jongere)

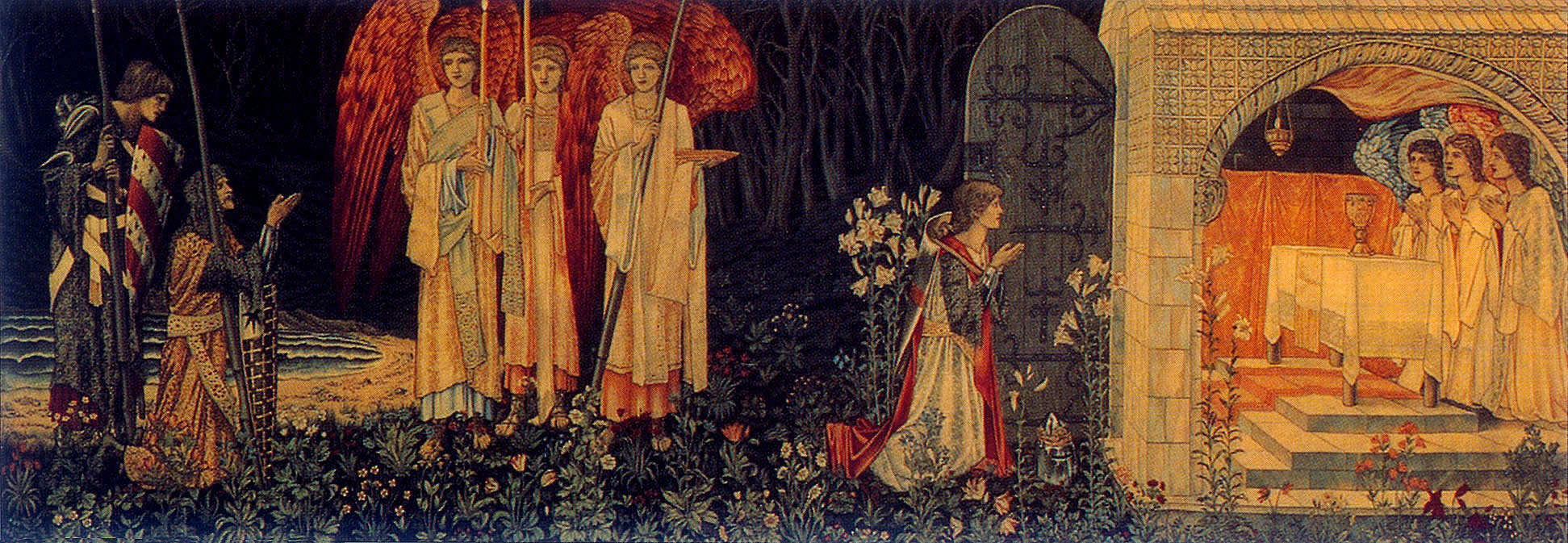
De zoektocht naar de graal door Galahad, Bors (de jongere) en Parzival

Sir Bors is bekender dan bovengenoemde. Hij behoort tot de ridders van de Ronde Tafel en wordt omschreven als een van de beste ridders van Arthur. Maar zijn grootste roem heeft hij wel te danken aan zijn zoektocht naar de graal, een opdracht waarin hij waardig en moedig genoeg is om de mysteries van de graal te doorstaan, en samen met Galahad en Parzival de Heilige Graal zou gevonden hebben. De graal zouden ze naar het mythische eiland Sarras gebracht hebben, gelegen in het Midden-Oosten. Galahad en Parzival zouden er beiden overleden zijn en Bors zou als enige teruggekeerd zijn aan het hof van Arthur. In diverse vertellingen wordt zijn standvastige karakter omschreven. In een hoofdstuk wordt verteld hoe Bors voor een dilemma komt te staan en hij moet kiezen tussen het redden van zijn broer Lionel die door een groep strijders dreigt doorboord te worden met spietsen en een jonkvrouw die door een ridder ontvoerd dreigt te worden. Hij kiest voor de vrouw maar bidt dat het met zijn broer goed komt. Uiteindelijk verslaat Lionel zijn belagers en is boos op Bors en wil hem vermoorden, als hij hem probeert te doden flitst er een donderslag op het zwaard van Lionel. De broers sluiten weer vriendschap.

## In literatuur en film
- Thomas Malory - Le Morte d'Arthur.
- T.H. White - The Once and Future King. In dit literaire werk wordt Bors beschreven als een volger met beschrijvingen van een maagd en een dwaas te zijn.

- 1949 - The Adventures of Sir Galahad: Charles King als (Bors), voornamelijk een bijrol in de televisieserie als een van de ridders van de ronde tafel.
- 1975 - Monty Python and the Holy Grail: Terry Gilliam als (Bors), in deze humor versie, is Bors de eerste ridder die door het moord-konijn gedood wordt.
- 1984 - Morte d'Arthur: Roy Jones als (Bors)
- 2004 - King Arthur: Ray Winstone als (Bors), die hem als een gewelddadige man neerzet en tevens veel kinderen heeft. Hij droomt over zijn vrijheid te verkrijgen en naar Brittannië terug te keren.